# Митрофан (епископ Владимирский)
Епископ Митрофан — епископ Русской церкви, епископ Владимирский и Суздальский.

## Биография
С 1219 года — игумен Рождественского монастыря во Владимире.
14 марта 1227 года (по другим данным, 1228 года) хиротонисан во епископа Владимирского и Суздальского.
Скончался 7 февраля 1238 года (по другим данным, 1 февраля 1237 года) вместе с князьями — владимирскими мучениками. Святитель принял мученическую кончину при нашествии Батыя. По словам Михаила Толстого, «в мясопустное воскресенье 7 февраля, вскоре после заутрени, началось наступление татар. Владыка Митрофан вместе с великокняжеской семьёй и народом заперлись в Успенском соборе. Собравшиеся приняли иноческое пострижение от епископа Митрофана, исповедались, причастились Св. Таин и приготовились к смерти. Татары завладели городом и, придя ко храму, в котором находился еп. Митрофан с людьми, взломали церковные двери, разложили костры вокруг храма и в самом храме и зажгли. Тогда епископ Митрофан сказал: „Господи, простри невидимую руку Свою и приими в мире души рабов Твоих“, затем благословил всех на смерть неизбежную. Все бывшие в соборе умерли от дыма и мечей неприятельских».
Погребён в Успенском кафедральном соборе. Его мощи покоились в южной стене Всеволодовой пристройки. Не канонизирован. В древних святцах помещен между святыми.